# Amédée Rosier

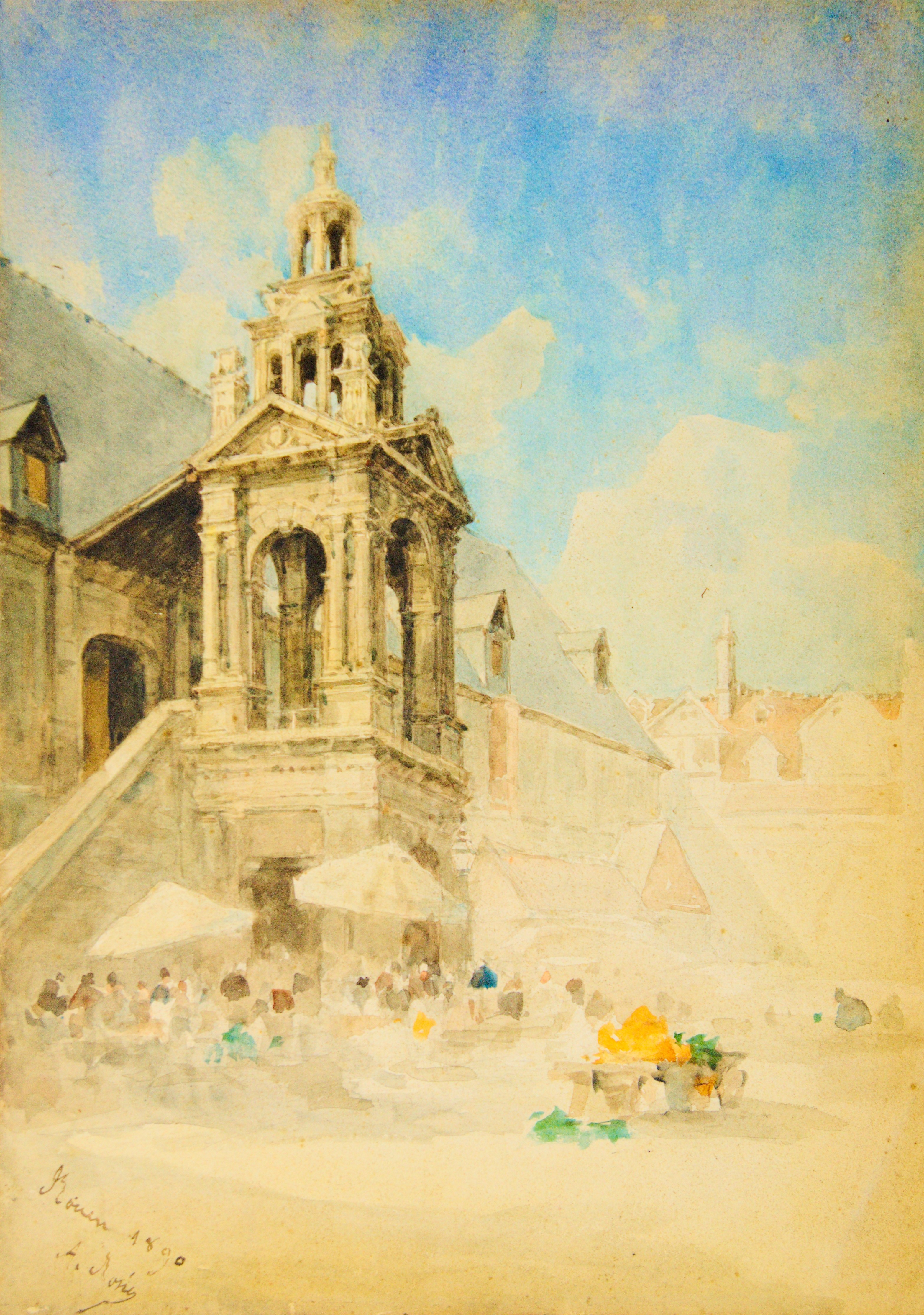
Halle aux Toiles in Rouen (1890) – Watercolour by Amédée Rosier (1831–1898)

Amédée Rosier (* 27. August 1831 in Meaux; † 1898) war ein französischer Maler.

## Leben
Er studierte bei Émile Auguste Carolus-Duran und Léon Cogniet. Einem breiteren Publikum bekannt wurde er mit seiner ersten Ausstellung von 1857, vor allem mit dem Historienbild Le combat naval à Sébastopol. Während seines Schaffens bereiste er Venedig und Konstantinopel, Ägypten und Nordafrika. Für sein Bild Venise, le Grand Canal erhielt er auf der Weltausstellung 1899 eine Bronzemedaille.

## Werke (Auswahl)
- 1868: La pêche aux moules à marée basse
- 1870: Voilier dans la lagune de San Marco
- 1876: La Lagune (médaille au Salon)
- 1880: Santa Maria della Salute à Venise
- 1890: Le Grand Canal de Venise
- 1890: Halle aux Toiles de Rouen
- 1890: Gondoles devant le parvis de la Salute[1]